# 唐肇午
唐肇午，福建省福州府侯官縣人，清朝政治人物。同進士出身。
光緒二年（1876年），參加丙子恩科會試，得貢士第89名。殿試登進士3甲第111名。同年五月（6月3日），經吏部掣簽，授即用知縣。